# Ligaw na Bulaklak
Ligaw na Bulaklak é uma telenovela filipina produzida e exibida pela ABS-CBN, cuja transmissão ocorreu em 2008.

## Elenco
- Roxanne Guinoo - Lea Alegro
- Ara Mina - Janet/Jennifer Alegro
- Sid Lucero - Billy Sandoval
- Marc Abaya - Francis